# Tingsrydsalternativet
Tingsrydsalternativet (TiA) är ett svenskt politiskt parti registrerat för val i Tingsryds kommun. Partiet grundades 2013. Partiet lades ned 2021, men återuppstod 2023.

## Historik
Björn Hvornum grundade Tingsrydsalternativet i januari 2013, efter att ha lämnat Centerpartiet.
I kommunalvalet 2014 kom partiet in i kommunfullmäktige fick 3,60 % av rösterna.
I kommunalvalet 2018 fick Tingsrydsalternativet 4,45 % av rösterna och två mandat.
I december 2021 lämnade Björn Hvornum partiet p.g.a. hälsoskäl och gick med i Sverigedemokraterna, partiet lades därmed ned. Hvornum ämnade dock att ställa upp i valet för SD. M:s valsamverkan med SD sprack efter valet p.g.a. personkonflikter och för att många av M:s ledamöter gick med i SD.
I oktober 2023 lämnade Björn Hvornum Sverigedemokraterna. Detta efter att han dels röstat emot partiet och med S i ett sammanträde med vård- och omsorgsnämnden. Vilket gjorde att frågan om privatisering inom äldrevården i kommunen skrotades. Den största anledningen till hans avhopp var emellertid en konflikt i partigruppen där sedermera fyra kommunfullmäktigeledamöter lämnar Sd. Detta efter konflikt med den lokala Gruppledaren i Sd Tingsryd.  Efter det meddelade han att TiA skulle återuppstå som parti. 

## Valresultat
| År   | Röster | %    | Mandat  |
| ---- | ------ | ---- | ------- |
| 2014 | 286    | 3,60 | 1 av 41 |
| 2018 | 359    | 4,45 | 2 av 41 |